# پرنده و فال
پرنده و فال کتابی از داوود لطف‌الله است که در سال ۱۳۸۲ منتشر و در مراسم کتاب سال جمهوری اسلامی ایران به‌عنوان کتاب برگزیده معرفی شد.